# La Mesilla (Atacama)
Mesilla, es una localidad chilena ubicada en la Provincia del Huasco, Región de Atacama. De acuerdo a su población es una entidad que tiene el rango de  caserío. Se ubica en el Valle de El Carmen.

## Historia
Esta localidad ubicada en el Valle del Carmen, se desarrolló en torno al antiguo camino que unía a San Félix con Alto del Carmen. 
La Mesilla se originó en el fundo agrícola del mismo nombre que se basa en la planicie que forma el abanico aluvial de una quebrada en la margen norte del Río El Carmen.
En 1899 esta localidad era un solo un fundo.

Mesilla.-Fundo del departamento de Vallenar situado en el valle del riachuelo de los Españoles hacia el E. de la aldea de Alto del Carmen.
 Francisco Astaburuaga, 1899

## Turismo
La localidad de La Mesilla se ubica en la margen norte del Río El Carmen, se accede a ella a través de un pequeño puente peatonal y para vehículos menores. Se encuentra muy próximo a las localidades de Retamo y Cerro Blanco.
Es un lugar adecuado para realizar observación de flora y fauna, el cicloturismo y para aprender un poco más sobre algunos cultivos agrícolas.
Esta localidad es conocida por su excelente producción de Mangos (Mangifera indica) que aquí se producen gracias a su microclima, y cuya cosecha se realiza principalmente en el mes de marzo.
En el poblado de Retamo existen algunos servicios de alimentación y venta de artesanías.

## Accesibilidad y transporte
La localidad de La Mesilla se encuentra ubicada a 10,8 kilómetros de Alto del Carmen a través de la Ruta C-489 y 12,6 km San Félix.
Existe transporte público diario a través de buses de rurales desde el terminar rural del Centro de Servicios de la Comuna de Alto del Carmen, ubicado en calle Marañón 1289, Vallenar.
Si viaja en vehículo propio, no olvide cargar suficiente combustible en Vallenar antes de partir. No existen puntos de venta de combustible en la comuna de Alto del Carmen.
A pesar de la distancia, es necesario considerar un tiempo mayor de viaje, debido a que la velocidad de viaje esta limitada por el diseño del camino. Se sugiere hacer una parada de descanso en el poblado de Alto del Carmen para hacer más grato su viaje.
El camino es transitable durante todo el año, sin embargo es necesario tomar precauciones en caso de eventuales lluvias en invierno.

## Alojamiento y alimentación
En la comuna de Alto del Carmen existen pocos servicios de alojamiento formales, es posible encontrar en el poblado de Alto del Carmen y en  Retamo, se recomienda hacer una reserva con anticipación.
En las proximidades a La Mesilla no hay servicios formales de Camping, sin embargo se puede encontrar algunos puntos rurales con facilidades para los campistas entre  La Vega y  Retamo.
Los servicios de alimentación son escasos, existiendo en Alto del Carmen,  Retamo y  San Félix algunos restaurantes.
En muchos poblados hay pequeños almacenes que pueden facilitar la adquisición de productos básicos durante su visita.

## Salud, conectividad y seguridad
La localidad de Retamo cuenta con servicios de agua potable rural y electricidad.
En Alto del Carmen y  San Félix se encuentran localizados un Retenes de Carabineros de Chile y Postas Rurales dependientes del Municipio de Alto del Carmen.
En el poblado de Retamo, no hay servicio de teléfonos públicos rurales, sin embargo existe señal para teléfonos celulares.
El Municipio de Alto del Carmen cuenta con una red de radio VHF en toda la comuna en caso de emergencias.
En La Mesilla no hay servicio de cajeros automáticos, por lo que se sugiere tomar precauciones antes del viaje. En el poblado de Alto del Carmen existe un cajero automático. 
Por otra parte, en el poblado de Retamo existe también servicio de Caja Vecina.